# Vitis sinoternata
Vitis sinoternata är en vinväxtart som beskrevs av Wen Tsai Wang. Vitis sinoternata ingår i släktet vinsläktet, och familjen vinväxter. Inga underarter finns listade i Catalogue of Life.